# 마일로 (식품)

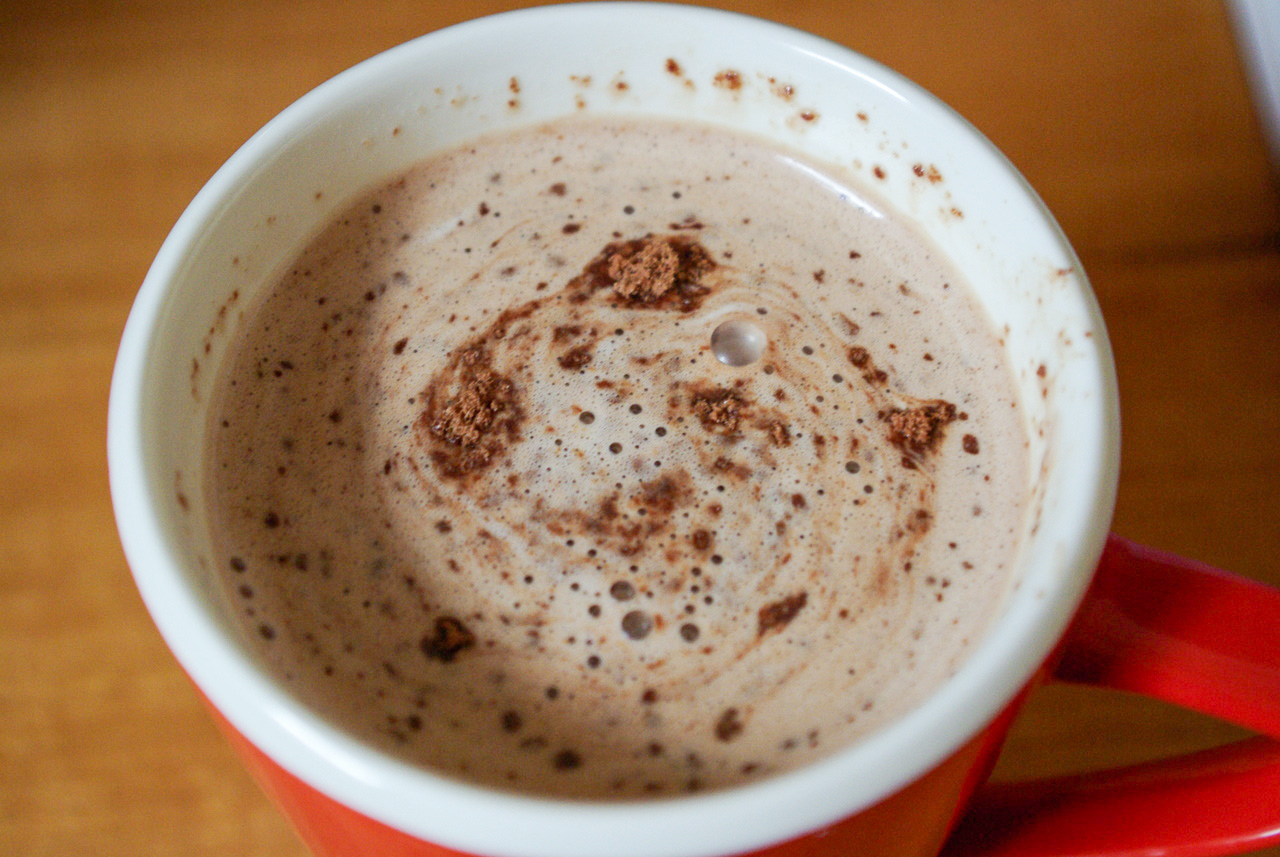
마일로의 내용물

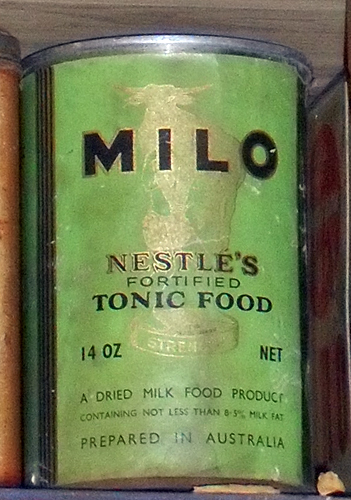
1940년대에 만든 마일로

마일로(영어: Milo, IPA: [ˈmaɪloʊ])는 스위스에 기반을 둔 식품회사 네슬레의 초콜릿 파우더 제품이다.
1934년 오스트레일리아에서 처음 만들어진 것이며, 후에 네슬레에서 발매하여 국제적으로 널리 알려졌다. 초콜릿과 맥아를 주원료로 한 혼합 분말에 각종 영양소를 혼합한 제품이 시판된다. 이를 우유나 물에 풀어 먹는 것이 주된 음용법이다. 우유에 풀어 먹는 초콜릿 음료라는 점에서 같은 회사의 제품 네스퀵과 유사하다. 마일로는 일본·중국·타이완·홍콩·타이·싱가포르·말레이시아·필리핀 등 동아시아·동남아시아 여러 나라에서 널리 시판되는 인기있는 음료 제품이다. 그러나 대한민국 시장에는 1980년대까지 인기를 끌다가 이후 네슬레에서 직접 투자한 한국네슬레에서는 마일로 대신 네스퀵을 출시하여 대한민국 내에서는 마일로가 정식으로 시판되지 않았고, 네스퀵이 널리 판매되었다. 최근 한국네슬레에서는 마일로를 리뉴얼하여 대한민국 시장에 재출시할 예정이다.

## 같이 보기
- 홀릭스
- 맥아유
- 오발틴